# Пенс (переписна місцевість, Вісконсин)
Пенс (англ. Pence) — переписна місцевість (CDP) в США, в окрузі Айрон штату Вісконсин. Населення — 123 особи (2020).

## Географія
Пенс розташований за координатами 46°24′37″ пн. ш. 90°16′10″ зх. д. / 46.41028° пн. ш. 90.26944° зх. д. (46.410323, -90.269500).  За даними Бюро перепису населення США в 2010 році переписна місцевість мала площу 2,77 км², уся площа — суходіл.

## Демографія
Згідно з переписом 2010 року, у переписній місцевості мешкала 131 особа в 60 домогосподарствах у складі 44 родин. Густота населення становила 47 осіб/км².  Було 86 помешкань (31/км²).
Расовий склад населення:
| - 98,5 % — білих - 1,5 % — чорних або афроамериканців |

До двох чи більше рас належало 0,0 %. Частка іспаномовних становила 0,0 % від усіх жителів.
За віковим діапазоном населення розподілялося таким чином: 14,5 % — особи молодші 18 років, 57,3 % — особи у віці 18—64 років, 28,2 % — особи у віці 65 років та старші. Медіана віку мешканця становила 48,5 року. На 100 осіб жіночої статі у переписній місцевості припадало 107,9 чоловіків;  на 100 жінок у віці від 18 років та старших — 119,6 чоловіків також старших 18 років.
Середній дохід на одне домашнє господарство  становив 45 219 доларів США (медіана — 41 786), а середній дохід на одну сім'ю — 52 300 доларів (медіана — 49 375). Медіана доходів становила 41 071 долар для чоловіків та 26 250 доларів для жінок. За межею бідності перебувало 4,0 % осіб, у тому числі 18,8 % дітей у віці до 18 років та 0,0 % осіб у віці 65 років та старших.
Цивільне працевлаштоване населення становило 75 осіб. Основні галузі зайнятості: освіта, охорона здоров'я та соціальна допомога — 26,7 %, оптова торгівля — 17,3 %, роздрібна торгівля — 17,3 %.